# Хенрик Јурковски
Хенрик Јурковски (пољ. Henryk Zdzisław Jurkowski; Варшава, 19. јануар 1927 — Варшава, 3. фебруар 2016) био је пољски академик, драматичар, позоришни критичар и научни истраживач, историчар и теоретичар луткарства, преводилац. Био је доживотни почасни председник Међународног удружења луткарског позоришта (УНИМА) и дугогодишњи сарадник Међународног фестивала позоришта за децу у Суботици.

## Биографија
Хенрик Јурковски се родио у радничкој породици. Студије и магистериј из области пољске филологије окончао је 1951. године на Варшавском универзитету.
Активно почиње да се бави луткарством 1952. године, да би већ од 1957. писао и објављивао чланке о позоришту лутака. Извео је неколико режија у позориштима лутака и на телевизији.
Од 1958. године делује у Међународном удружењу луткара УНИМА у којем је био активан до смрти,
Године 1969. докторира на Уметничком институту Пољске академије наука. Ту постаје предавач, а исто тако и на Варшавској позоришној академији.
Од 1973. године, посвећује се искључиво педагошком и научном раду.
Радио је на високим позоришним школама у Кракову и Варшави, а од 1993. био је продекан на Варшавској позоришној академији. Као гостујући професор, радио је у Високој националној школи за уметност луткарства, Централној школи за драму и говор у Лондону, на Академији представљачких уметности у Штутгарту, Академији сценских и музичких уметности у Прагу, Позоришном институту у Софији, Уметничком институту Чикага.
Конципирао је и водио следеће курсеве:
- Драматургија у луткарском позоришту, Кварнавака, Мексико, 1994.
- Луткарство и наука, Санта Фе, Аргентина, 2000.[3]

Од 2009. до 2013. године, Јурковски је аутор и модератор Међународног научног форума за истраживање савремене позоришне уметности за децу у оквиру Међународног фестивала позоришта за децу у Суботици.

## Ауторски и научни рад
Хенрик Јурковски је написао неколико комада за позориште лутака, али је за собом оставио капитална дела из области историје, теорије и уметности луткарства:
- Историја европског луткарства (3 тома)
- Метаморфоза позоришта лутака у XX веку
- Теорија луткарства
- Свет Едварда Гордона Крега

Осим наведених наслова, Јурковски је написао и бројна друга дела о луткарству као уметности, његовој историји и теорији.

### Енциклопедије
- Хенрик Јурковски је био редактор Светске енциклопедије савременог позоришта (ITI, Unesko).
- До 2000. године је био главни уредник Светске енциклопедије луткарства.[3][4]

### Преводи
Као свестрани научни радник, Јурковски је преводио стручне књиге. Ипак, његове књиге су стожер у науци о луткарству и доживеле су преводе на многе језике.

## УНИМА
Хенрик Јурковски је радио и деловао у Међународном удружењу луткара УНИМА:
1972-1980. био је генерални секретар УНИМЕ.
1984-1992. био је њен председник.
1992. године је проглашен за доживотног почасног председника.

## Награде
Хенрик Јурковски је добитник многих награда, а такође је и први добитник Награде за животно дело „Мали принц" коју, за изузетан дугогодишњи допринос развоју културе и сценске уметности за децу, од 2000. године додељује Савет Међународног фестивала позоришта за децу у Суботици.